# Chi Chắp
Beilschmiedia là danh pháp khoa học của một chi thực vật có hoa, bao gồm các loài cây gỗ và cây bụi trong họ Lauraceae. Phần lớn các loài sinh trưởng trong điều kiện khí hậu nhiệt đới, nhưng có một số loài là bản địa khu vực ôn đới. Các loài trong chi này phổ biến rộng khắp trong vùng nhiệt đới châu Á, châu Phi, Madagascar, Australia, New Zealand, Bắc Mỹ, Trung Mỹ, Caribe và Nam Mỹ. Các loài được biết nhiều đối với những người làm vườn trong khu vực ôn đới là B. berteroana và B. miersii, do khả năng chịu được sương giá của chúng. Hạt của B. bancroftii được thổ dân Australia sử dụng làm một nguồn thực phẩm. Gỗ của một số loài có giá trị.

## Tổng quan

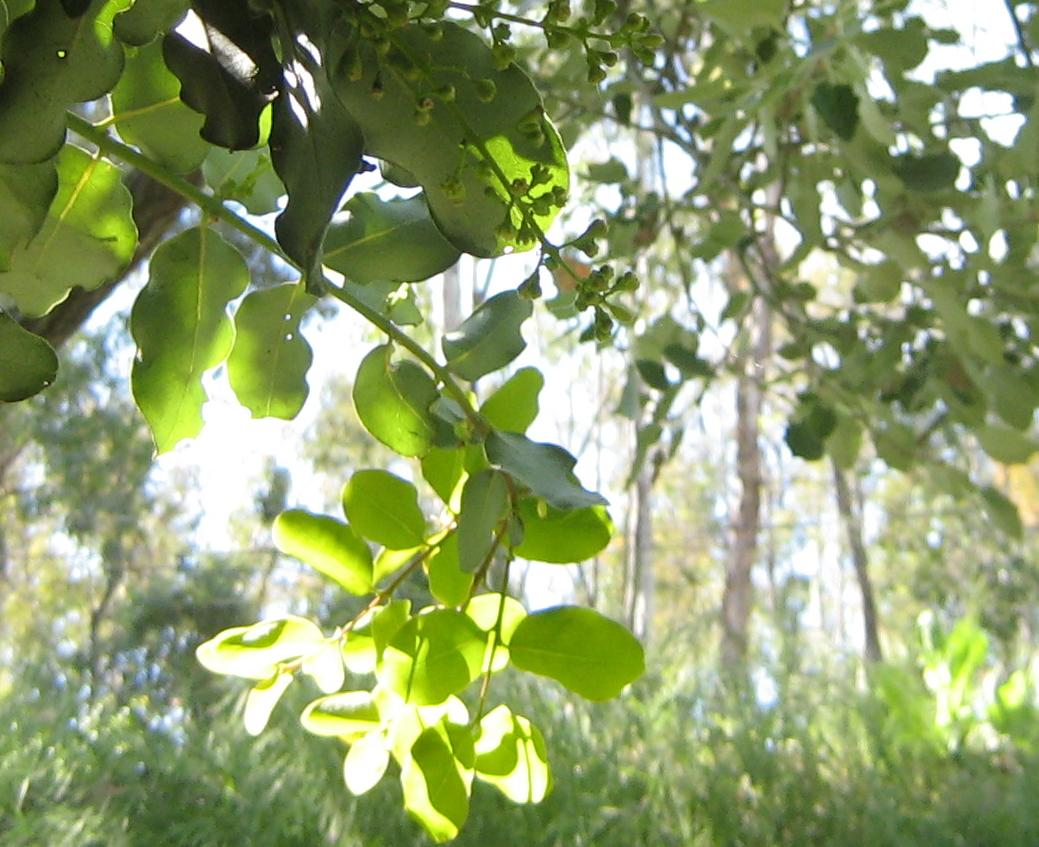
Beilschmiedia miersii, một loài ở miền trung Chile.

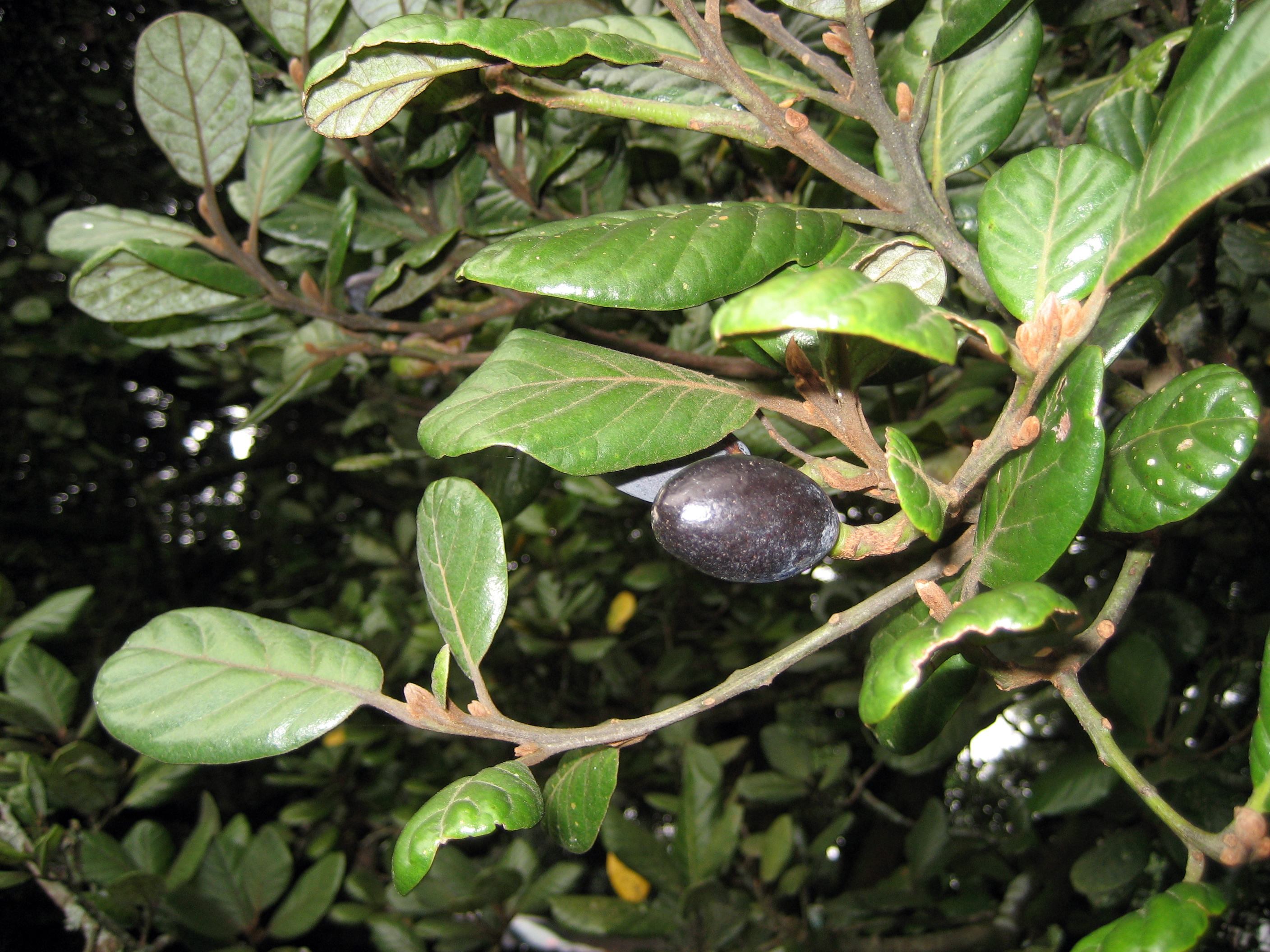
Lá và quả hạch của Beilschmiedia tarairi, một loài đặc hữu đảo Bắc, New Zealand.

Beilschmiedia là một chi của khoảng 200-300 loài, gồm các dạng cây gỗ và cây bụi; trong đó khoảng 80 loài có tại khu vực nhiệt đới châu Phi và Madagascar.. Chúng thường là những cây có tán, mọc ở độ cao từ gần mực nước biển đến 2.200 m. Cây mọc trong các khu rừng mưa nhiệt đới phát triển tốt, và trong các khu rừng ấm áp hoặc ôn đới trên đất trầm tích kém màu mỡ hơn.

## Sinh thái học
Beilschmiedia thuộc họ Lauraceae, một họ cây gỗ hay cây bụi thường xanh có hương thơm. Nhiều loài thực vật là tương tự về tán lá như các loài của họ Lauraceae là do tiến hóa hội tụ. Các loài thực vật này đã thích nghi với điều kiện độ ẩm cao và mưa nhiều. Mô hình hình thành loài ở Lauraceae chỉ ra rằng kể từ khi bắt đầu sự khô cằn hóa trên các châu lục vào khoảng 15 triệu năm trước thì các loài rừng mưa đã đa dạng hóa. Một trong kết quả của sự khô cằn hóa là sự cô lập các quần thể và điều này có thể đã gây ra sự gia tăng tốc độ hình thành loài như được thấy ở họ Lauraceae. Chi này có các loài thích nghi với sinh cảnh rừng nguyệt quế, rất phổ biến trong họ Lauraceae và các loài đã thích nghi với kiểu khí hậu Địa Trung Hải hơn với mùa khô có lượng mưa thấp hơn. Hình thái học của các loài lá cứng là rẽ nhánh từ các loài ưa khí hậu nhiệt đới ẩm ướt khác trong chi. Sự đa dạng lớn nhất cũng như sự hiện diện lớn nhất của chi này là trong các rừng mây và rừng mưa nhiệt đới tại Đông Nam Á. Tại Madagascar, chi Beilschmiedia có tầm quan trọng đặc biệt trong hệ thực vật của đảo này, và các loài tại đây đã bị cô lập kể từ khi hòn đảo này tách ra khỏi châu Phi lục địa.
Chi Beilschmiedia hiện diện trong khu vực phân bố theo khí hậu lớn hơn so với các chi khác của họ Lauraceae. Các loài Beilschmiedia phát triển tốt trên nền đất ẩm ướt nhưng thoát nước tốt, chịu được nhiều loại đất khác nhau và đạt mức tối đa ở các khu vực nhiệt đới và ẩm ướt hơn về phân bố, nhưng kiểu hình thành loài đặc trưng của chúng trong một số trường hợp là do sản kết quả của sự khô cằn hóa môi trường sống. Một số loài Beilschmiedia thích nghi với các điều kiện khô hơn so với các loài điển hình của họ Lauraceae. Một số loài cổ xưa sót lại đang nguy cấp sinh sống trong khu vực ôn đới và phân bố trong khu vực có khí hậu kiểu Địa Trung Hải, cũng như trong các khu rừng vùng đất thấp nhiệt đới và cận nhiệt đới hay rừng mưa miền núi.

## Mô tả

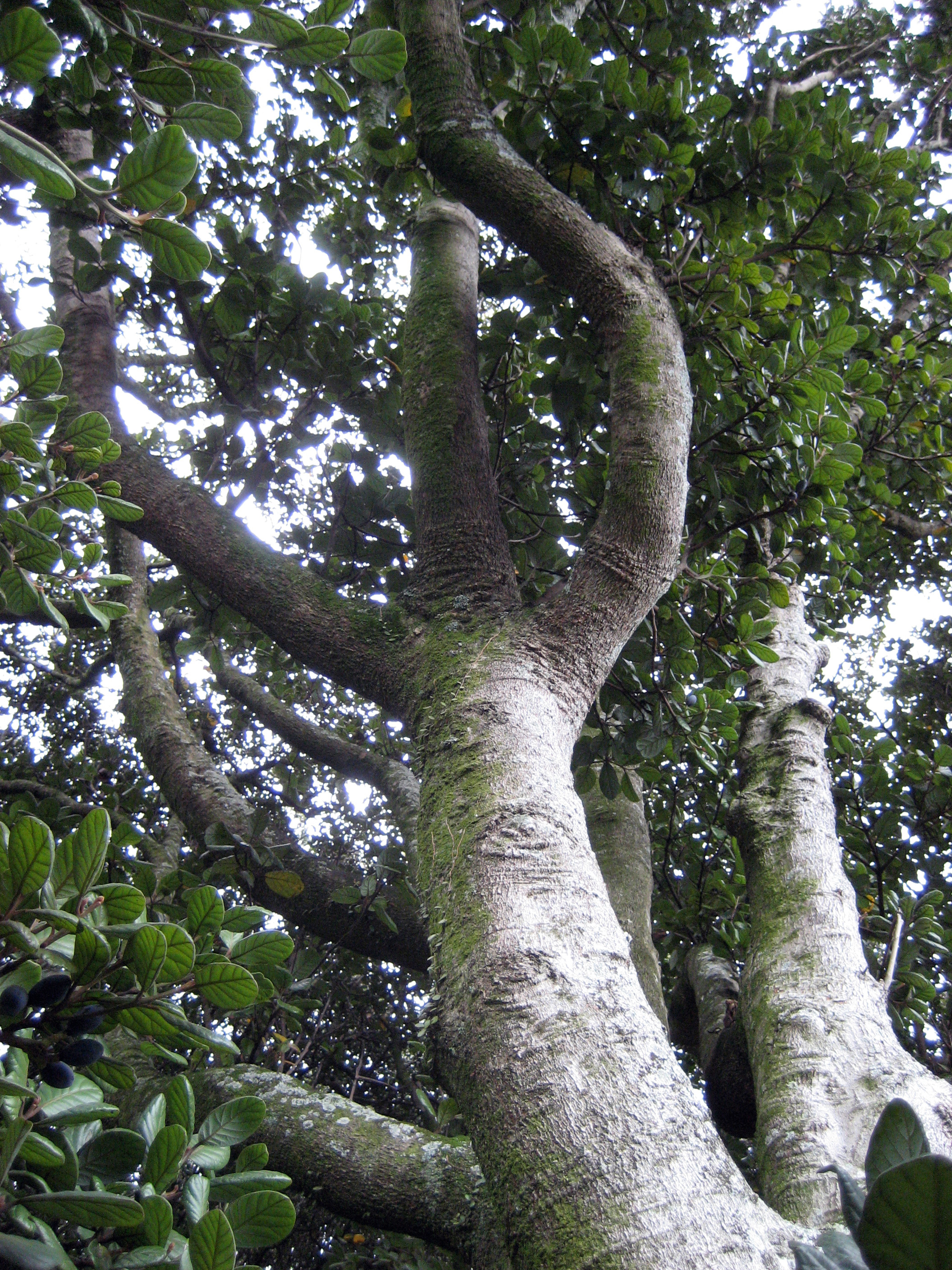
Beilschmiedia tarairi.

Thông thường, vỏ cây của chúng có màu từ nâu nhạt đến nâu sẫm, nhẵn hoặc thô, và chúng có lông mịn màu nâu đỏ, che phủ dày dặc trên các cành con, các lá non có màu đỏ. Các lá màu xanh sẫm mọc so le và bóng như da. Đôi khi rộng, một số khác nhỏ và hẹp, các lá có các gân lõm khác biệt. Các hoa có màu ánh lục tới màu kem hay màu lục vàng, và các cuống dài 4–6 mm. Các hoa thường có lớp lông dày dặc màu nâu đỏ. Hoa lưỡng tính và xếp thành chùm. Cụm hoa là chùy hoa thẳng đứng, mọc ra từ nách lá. Nhị xếp thành 2 vòng; bầu nhụy thượng.
Quả thay đổi tùy từng loài. Ở một số loài, nó là quả hạch lớn, hình cầu màu xanh lục, đường kính tới 12 cm với đầu nhọn ở đỉnh. Ở các loài khác, quả mọc thẳng, giống quả mận, màu tía sẫm hoặc đôi khi là quả hạch hình elip đến hình trứng, màu tía sẫm khi chín, được một lớp phấn dạng sáp che phủ. Ở một số loài khác thì quả là quả hạch tròn màu đen với lớp phấn màu xám nhạt, bên trong có một hạt. Trong chi Beilschmiedia, việc phát tán hạt là nhờ các loài chim nuốt chúng, vì vậy chúng được tạo hình để thu hút các loài chim. Các loại quả một hạt là nguồn thức ăn quan trọng cho chim, bao gồm cả loại thức ăn ưa thích của chim bồ câu bản địa New Zealand.

## Các loài
Loài điển hình của chi này là Beilschmiedia roxburghiana, có phạm vi bản địa từ Himalaya tới Hoa Nam, Đông Dương tới bán đảo Mã Lai. Danh sách loài dưới đây lấy theo Plants of the World Online:
- Beilschmiedia aborensis Kosterm.
- Beilschmiedia acuta Kosterm.
- Beilschmiedia acutifolia Teschner
- Beilschmiedia alata Robyns & R.Wilczek
- Beilschmiedia alloiophylla (Rusby) Kosterm.
- Beilschmiedia ambigua Robyns & R.Wilczek
- Beilschmiedia anacardioides (Engl. & K.Krause) Robyns & R.Wilczek
- Beilschmiedia anay (S.F.Blake) Kosterm.
- Beilschmiedia andamanensis M.Gangop.
- Beilschmiedia angustielliptica Lorea-Hern.
- Beilschmiedia angustifolia Kosterm.
- Beilschmiedia appendiculata (C.K.Allen) S. Lee et Y. T. Wei
- Beilschmiedia argentata Kosterm.
- Beilschmiedia assamica Meisn.
- Beilschmiedia atra Kosterm. ex de Kok
- Beilschmiedia atrata C.K.Allen
- Beilschmiedia auriculata Robyns & R.Wilczek
- Beilschmiedia balansae Lecomte: Chắp balansa, két balansa, chắp quả tròn, bạch mi, bạch tán.
- Beilschmiedia bancroftii (Bailey) C.T.White
- Beilschmiedia bangkae Kosterm.
- Beilschmiedia baotingensis S.K.Lee & Y.T.Wei
- Beilschmiedia barensis (Engl. & K.Krause) Robyns & R.Wilczek
- Beilschmiedia batangensis (Engl.) Robyns & R.Wilczek
- Beilschmiedia berteroana (Gay) Kosterm., (southern belloto)
- Beilschmiedia bhutanica M.Gangop.
- Beilschmiedia brachystachys Kosterm.
- Beilschmiedia brachythyrsa H.W.Li
- Beilschmiedia bracteata Robyns & R.Wilczek
- Beilschmiedia brandisii Hook.f.
- Beilschmiedia brasiliensis (Kosterm.) Kosterm.
- Beilschmiedia brevifolia Y.T.Wei
- Beilschmiedia brevipaniculata C.K.Allen
- Beilschmiedia brevipetiolata (Liou) Kosterm., 1952 ?:[11] Chắp cuống ngắn, két cuống ngắn.
- Beilschmiedia brunnea B.Hyland
- Beilschmiedia calcitranthera Fouilloy
- Beilschmiedia caloneura Scheff.
- Beilschmiedia castrisinensis B.Hyland
- Beilschmiedia caudata (Stapf) A.Chev.
- Beilschmiedia chevalieri Robyns & R.Wilczek
- Beilschmiedia cinnamomea (Stapf) Robyns & R.Wilczek
- Beilschmiedia clarkei Hook.f.
- Beilschmiedia collina B.Hyland
- Beilschmiedia conferta (S.Moore) Robyns & R.Wilczek
- Beilschmiedia congestiflora (Engl. & K.Krause) Robyns & R.Wilczek
- Beilschmiedia congolana Robyns & R.Wilczek
- Beilschmiedia corbisieri (Robyns) Robyns & R.Wilczek
- Beilschmiedia costaricensis (Mez & Pittier) C.K.Allen
- Beilschmiedia crassa Sach.Nishida
- Beilschmiedia crassifolia (Engl.) Robyns & R.Wilczek
- Beilschmiedia crassipes (Engl. & K.Krause) Robyns & R.Wilczek
- Beilschmiedia cryptocaryoides Kosterm.
- Beilschmiedia curviramea (Meisn.) Kosterm.
- Beilschmiedia cuspidata (K.Krause) Robyns & R.Wilczek
- Beilschmiedia cylindrica S.K.Lee & Y.T.Wei
- Beilschmiedia dalzellii (Meisn.) Kosterm.
- Beilschmiedia delicata S.K.Lee & Y.T.Wei
- Beilschmiedia descoingsii Fouilloy
- Beilschmiedia dictyoneura Kosterm.
- Beilschmiedia dielsiana Teschner
- Beilschmiedia dilmyana Kosterm.
- Beilschmiedia dinklagei (Engl.) Robyns & R.Wilczek
- Beilschmiedia diversiflora Pierre ex Robyns & R.Wilczek
- Beilschmiedia donisii Robyns & R.Wilczek
- Beilschmiedia elata Elliot
- Beilschmiedia elegantissima Kosterm.
- Beilschmiedia elliptica C.T.White & W.D.Francis
- Beilschmiedia emarginata (Meisn.) Kosterm.
- Beilschmiedia erythrophloia Hayata: Chắp gỗ đỏ, két gỗ đỏ.
- Beilschmiedia fasciata H.W.Li
- Beilschmiedia ferruginea H.Liu
- Beilschmiedia fluminensis Kosterm.
- Beilschmiedia foliosa (S.Moore) Robyns & R.Wilczek
- Beilschmiedia fordii Dunn: Chắp ford, két ford.
- Beilschmiedia fruticosa Engl.
- Beilschmiedia fulva Robyns & R.Wilczek
- Beilschmiedia furfuracea Chun ex H.T.Chang
- Beilschmiedia gaboonensis (Meisn.) Benth. & Hook.f. ex B.D.Jacks.
- Beilschmiedia gallatlyi M.Gangop.
- Beilschmiedia gemmiflora (Blume) Kosterm.
- Beilschmiedia gigantocarpa Kosterm.
- Beilschmiedia gilbertii Robyns & R.Wilczek
- Beilschmiedia giorgii Robyns & R.Wilczek
- Beilschmiedia gitingensis (Elmer) Kosterm.
- Beilschmiedia glabra Kosterm.
- Beilschmiedia glandulosa N.H.Xia, F.N.Wei & Y.F.Deng
- Beilschmiedia glauca S.K.Lee & L.F.Lau: Chắp màu lam, két mốc.
- Beilschmiedia glauciphylla Kosterm.
- Beilschmiedia glaucoides (H.W.Li) H.W.Li
- Beilschmiedia globularia Kurz
- Beilschmiedia glomerata Merr.
- Beilschmiedia grandibracteata Robyns & R.Wilczek
- Beilschmiedia grandifolia (Stapf) Robyns & R.Wilczek
- Beilschmiedia gynotrochioides Kosterm.
- Beilschmiedia hartonoana Sach.Nishida
- Beilschmiedia henghsienensis S.K.Lee & Y.T.Wei
- Beilschmiedia hermanii Robyns & R.Wilczek
- Beilschmiedia hexanthera van der Werff
- Beilschmiedia hondurensis Kosterm.
- Beilschmiedia hutchinsoniana Robyns & R.Wilczek
- Beilschmiedia immersinervis Sach.Nishida
- Beilschmiedia inconspicua Kosterm.
- Beilschmiedia insignis Gamble
- Beilschmiedia insularum Robyns & R.Wilczek
- Beilschmiedia intermedia C.K.Allen: Chắp màu, chắp trung gian.
- Beilschmiedia jabassensis (Engl. & K.Krause) Robyns & R.Wilczek
- Beilschmiedia jacobii Robi, Udayan & S.George
- Beilschmiedia jacques-felixii Robyns & R.Wilczek
- Beilschmiedia javanica Miq.
- Beilschmiedia kinabaluensis Kosterm.
- Beilschmiedia klainei Robyns & R.Wilczek
- Beilschmiedia kochummenii de Kok
- Beilschmiedia kostermansiana Robyns & R.Wilczek
- Beilschmiedia kunstleri Gamble
- Beilschmiedia kweichowensis C.Y.Cheng
- Beilschmiedia kweo (Mildbr.) Robyns & R.Wilczek
- Beilschmiedia laevis C.K.Allen: Chắp trơn nhẵn.
- Beilschmiedia lanatella Kosterm.
- Beilschmiedia lancifolia Miq.
- Beilschmiedia lancilimba Kosterm.
- Beilschmiedia latifolia (Nees) Sach.Nishida
- Beilschmiedia lebrunii Robyns & R.Wilczek
- Beilschmiedia lecomtei Kamik. (đồng nghĩa: B. sphaerocarpa): Chập choa, chập choạ, chắp quả hình cầu.
- Beilschmiedia ledermannii Teschner
- Beilschmiedia letestui (Pellegr.) Pellegr.
- Beilschmiedia letouzeyi Robyns & R.Wilczek
- Beilschmiedia linharensis Sach.Nishida & van der Werff
- Beilschmiedia linocieroides H.W.Li
- Beilschmiedia longipetiolata C.K.Allen: Chắp cuống dài, son dầu, son nghệ, két cuống dài.
- Beilschmiedia longifolia Teschner
- Beilschmiedia louisii Robyns & R.Wilczek
- Beilschmiedia lucidula (Miq.) Kosterm.
- Beilschmiedia lumutensis Gamble
- Beilschmiedia macrocarpa A.Chev. ex H.Liu: Chắp quả to.
- Beilschmiedia macrophylla Meisn.
- Beilschmiedia macropoda C.K.Allen
- Beilschmiedia madagascariensis (Baill.) Kosterm.
- Beilschmiedia madang (Blume) Blume
- Beilschmiedia maingayi Hook.f.
- Beilschmiedia manantlanensis Cuevas & Cochrane
- Beilschmiedia mannii (Meisn.) Benth. & Hook.f. ex B.D.Jacks.
- Beilschmiedia mannioides Robyns & R.Wilczek
- Beilschmiedia mayumbensis Robyns & R.Wilczek
- Beilschmiedia membranacea Gamble
- Beilschmiedia membranifolia Kosterm.
- Beilschmiedia mexicana (Mez) Kosterm.
- Beilschmiedia michelsonii Robyns & R.Wilczek
- Beilschmiedia micrantha Merr.
- Beilschmiedia micranthopsis Kosterm., 1970?: Chắp hoa nhỏ, két hoa nhỏ. Mẫu thu thập tháng 7 năm 1935. Năm 2007, Henk van der Werff ghi trên mẫu vật lưu tại MNHN là tên khoa học không được công bố.[12]
- Beilschmiedia microcarpa Sach.Nishida
- Beilschmiedia microphylla (Kosterm.) Kosterm.
- Beilschmiedia miersii (Gay) Kosterm., (Northern belloto)
- Beilschmiedia minutiflora (Meisn.) Benth. & Hook.f. ex B.D.Jacks.
- Beilschmiedia montanoides Kosterm.
- Beilschmiedia moratii van der Werff
- Beilschmiedia morobensis Kosterm.
- Beilschmiedia muricata H.T.Chang
- Beilschmiedia murutensis Kosterm.
- Beilschmiedia myrciifolia (S.Moore) Robyns & R.Wilczek
- Beilschmiedia myrmecophila Kosterm.
- Beilschmiedia ndongensis (Engl. & K.Krause) Robyns & R.Wilczek
- Beilschmiedia neocaledonica Kosterm.
- Beilschmiedia neoletestui Fouilloy & N.Hallé
- Beilschmiedia ningmingensis S.K.Lee & Y.T.Wei
- Beilschmiedia nitida Engl.
- Beilschmiedia novae-britanniae Kosterm.
- Beilschmiedia novoguineensis Teschner
- Beilschmiedia obconica C.K.Allen
- Beilschmiedia oblonga Kosterm.
- Beilschmiedia oblongifolia Robyns & R.Wilczek
- Beilschmiedia obovalifoliosa Lecomte: Chắp lá hình trứng ngược, két lá xoan ngược.
- Beilschmiedia obovatifoliosa Lecomte
- Beilschmiedia obscurinervia H.T.Chang
- Beilschmiedia obtusifolia (Meisn.) F.Muell.
- Beilschmiedia oligandra L.S.Sm.
- Beilschmiedia oligantha Sach.Nishida
- Beilschmiedia olivacea Robyns & R.Wilczek
- Beilschmiedia opposita Kosterm.
- Beilschmiedia oreophila Schltr.
- Beilschmiedia ovalioides Sach.Nishida
- Beilschmiedia ovalis (S.F.Blake) C.K.Allen
- Beilschmiedia ovoidea F.N.Wei
- Beilschmiedia palembanica (Miq.) Kosterm.
- Beilschmiedia papyracea (Stapf) Robyns & R.Wilczek
- Beilschmiedia parvifolia Lecomte
- Beilschmiedia pauciflora H.W.Li
- Beilschmiedia paulocordata Fouilloy & N.Hallé
- Beilschmiedia pedicellata van der Werff
- Beilschmiedia pellegrinii Fouilloy & N.Hallé
- Beilschmiedia penangiana Gamble
- Beilschmiedia pendula (Sw.) Hemsl.
- Beilschmiedia peninsularis B.Hyland
- Beilschmiedia percoriacea C.K.Allen: Chắp dai, két rất dai, chắp xanh.
- Beilschmiedia pergamentacea C.K.Allen: Chắp giấy da, két.
- Beilschmiedia phoebeopsis Kosterm.
- Beilschmiedia pierreana Robyns & R.Wilczek
- Beilschmiedia pilosa Kosterm.
- Beilschmiedia podagrica Kosterm.
- Beilschmiedia poilanei H.Liu: Chắp Poilanne, két Poilane.
- Beilschmiedia preussii Engl.
- Beilschmiedia preussioides Fouilloy & N.Hallé
- Beilschmiedia pubescens Teschner
- Beilschmiedia pullenii Kosterm.
- Beilschmiedia punctilimba H.W.Li
- Beilschmiedia purpurascens H.W.Li
- Beilschmiedia purpurea Elmer
- Beilschmiedia recurva B.Hyland
- Beilschmiedia reticulata Kosterm.
- Beilschmiedia rigida (Mez) Kosterm.
- Beilschmiedia riparia Miranda
- Beilschmiedia rivularis Kosterm.
- Beilschmiedia robertsonii Gamble (đồng nghĩa: B. laotica): Sang gia, chắp Lào, két Lào.
- Beilschmiedia robusta C.K.Allen: Chắp to khỏe.
- Beilschmiedia robynsiana Kosterm.
- Beilschmiedia rosseliana Kosterm.
- Beilschmiedia roxburghiana Nees, 1831 (đồng nghĩa: B. tonkinensis) - loài điển hình. Chắp chại, chập chại, bạch mi, chắp Bắc Bộ.
- Beilschmiedia rufohirtella H.W.Li
- Beilschmiedia rufolanata Kosterm.
- Beilschmiedia rufoperulata Kosterm.
- Beilschmiedia rugosa van der Werff
- Beilschmiedia rwandensis R.Wilczek
- Beilschmiedia sary Kosterm.
- Beilschmiedia schmitzii Robyns & R.Wilczek
- Beilschmiedia scintillans (Kosterm.) van der Werff & Sach.Nishida
- Beilschmiedia scortechinii Gamble
- Beilschmiedia sericans Kosterm.
- Beilschmiedia sericea Teschner
- Beilschmiedia sessilifolia (Stapf) Engl. ex Fouilloy
- Beilschmiedia shangsiensis Y.T.Wei
- Beilschmiedia sichourensis H.W.Li
- Beilschmiedia sikkimensis King ex Hook.f.
- Beilschmiedia staudtii Engl.
- Beilschmiedia steyermarkii C.K.Allen
- Beilschmiedia stricta Kosterm.
- Beilschmiedia sulcata (Ruiz & Pav.) Kosterm.
- Beilschmiedia superba Kosterm.
- Beilschmiedia supraglandulosa Y.K.Li
- Beilschmiedia talbotiae (S.Moore) Robyns & R.Wilczek
- Beilschmiedia tarairi (A.Cunn.) Kirk
- Beilschmiedia taubertiana (Schwacke & Mez) Kosterm.
- Beilschmiedia tawa (A.Cunn.) Kirk
- Beilschmiedia tawaensis Merr.
- Beilschmiedia tawaroa A.E.Wright
- Beilschmiedia telupidensis Sach.Nishida
- Beilschmiedia thollonii Robyns & R.Wilczek
- Beilschmiedia tilaranensis Sach. Nishida
- Beilschmiedia tirunelvelica Manickam, Murugan, Jothi & Sundaresan
- Beilschmiedia tooram (Bailey) B.Hyland
- Beilschmiedia tovarensis (Klotzsch & H.Karst. ex Meisn.) Sach.Nishida
- Beilschmiedia triplinervis Teschner
- Beilschmiedia troupinii R.Wilczek
- Beilschmiedia tsangii Merr. Chắp Tsang, két Tsang.
- Beilschmiedia tungfangensis S.K.Lee & L.F.Lau
- Beilschmiedia turbinata Bing Liu & Y.Yang[13]
- Beilschmiedia ugandensis Rendle
- Beilschmiedia variabilis Robyns & R.Wilczek
- Beilschmiedia velutina (Kosterm.) Kosterm.
- Beilschmiedia velutionsa Kosterm.
- Beilschmiedia vermoesenii Robyns & R.Wilczek
- Beilschmiedia versicolor Kosterm.
- Beilschmiedia vestita L.C.S.Assis & M.F.Santos
- Beilschmiedia vidalii Kosterm.: Chắp Vidal, cây mong, mong.
- Beilschmiedia villosa Kosterm.
- Beilschmiedia volckii B.Hyland
- Beilschmiedia wallichiana (G.Don) Kosterm.
- Beilschmiedia wangii C.K.Allen: Chắp Wang.
- Beilschmiedia wieringae Kosterm.
- Beilschmiedia wightii (Nees) Benth. ex Hook.f.
- Beilschmiedia wilczekii Fouilloy
- Beilschmiedia xizangensis H.P.Tsui
- Beilschmiedia yangambiensis Robyns & R.Wilczek
- Beilschmiedia yunnanensis Hu: Chắp Vân Nam, mong Vân Nam.
- Beilschmiedia zahnii (K.Krause) Robyns & R.Wilczek
- Beilschmiedia zapoteoides (Lundell) Kosterm.
- Beilschmiedia zenkeri Engl.
- Beilschmiedia zeylanica (Thwaites) Trimen